# Матчи сборной СССР по хоккею с шайбой (1985—1989)

## 1985
| №666 08.01.85. | Вайсвассер. СССР — ГДР — 4:1 (1:1, 2:0, 1:0) | Товарищеский матч                      |
| СССР: Мышкин; Касатонов — Фетисов, Билялетдинов (1) — Первухин, И. Гимаев — Гусаров, Стариков — Пятанов; Скворцов — Тюменев — Варнаков, Светлов — Семенов — Яшин (1), Дроздецкий — Жлуктов — Леонов, Герасимов — Быков (1) — Ковин (1).                                      | |                                        |
| №667 09.01.85. | Берлин. СССР — ГДР — 9:1 (1:0, 5:0, 3:1) | Товарищеский матч                      |
| СССР: Мыльников; Касатонов — Фетисов, Билялетдинов — Первухин, Стариков — Стельнов, И. Гимаев — Пятанов; С. Макаров (1) — Ларионов (1) — Крутов (1), Светлов (1) — Семенов — Яшин (1), Герасимов — Быков — Хомутов (1), Дроздецкий (1) — Тюменев (1) — Леонов (1), Ковин.    | |                                        |
| №668 27.03.85. | Москва. СССР — ГДР — 10:0 (3:0, 3:0, 4:0) | Товарищеский матч                      |
| СССР: Мышкин; Касатонов — Фетисов (1), Вожаков (1) — Первухин, Стариков — Стельнов, Гусаров — Бякин; С. Макаров (1) — Ларионов — Крутов (1), Светлов — Тюменев — Яшин (1), Герасимов — Быков (1) — Хомутов (1), Зубрильчев (1) — И. Гимаев (1) — Балдерис (1).               | |                                        |
| №669 28.03.85. | Москва. СССР — ГДР — 9:0 (2:0, 3:0, 4:0) | Товарищеский матч                      |
| СССР: Мыльников; Касатонов — Фетисов, Вожаков — Первухин, Стариков — Стельнов, Гусаров — Пятанов; Балдерис (1) — Ларионов (1) — Крутов (2), Зубрильчев — Тюменев — Яшин (1), М. Васильев (1) — Быков — Хомутов (1), Дроздецкий (2) — Ковин — Варнаков.                       | |                                        |
| №670 02.04.85. | Пори. СССР — Финляндия — 6:2 (2:0, 1:1, 3:1) | Товарищеский матч                      |
| СССР: Мышкин; Касатонов — Фетисов (1), Билялетдинов — Первухин, Стариков (1) — Стельнов, Вожаков — Гусаров; С. Макаров (1) — Ларионов — Крутов (1), Светлов — Тюменев — Яшин, М. Васильев — Быков — Хомутов, Зубрильчев — И. Гимаев (1) — Балдерис (1), Дроздецкий.          | |                                        |
| №671 03.04.85. | Хельсинки. СССР — Финляндия — 8:3 (3:2, 3:0, 2:1) | Товарищеский матч                      |
| СССР: Мыльников; Касатонов — Фетисов, Билялетдинов — Первухин, Стариков — Стельнов, Вожаков — Гусаров; С. Макаров — Ларионов (1) — Крутов, Светлов (3) — И. Гимаев (1) — Яшин (1), Ковин — Быков — Хомутов, Дроздецкий — Тюменев — Варнаков (1), М. Васильев (1).            | |                                        |
| №672 07.04.85. | Розенхайм. СССР — ФРГ — 8:1 (2:1, 2:0, 4:0) | Товарищеский матч                      |
| СССР: Мышкин; Касатонов — Фетисов, Билялетдинов — Первухин, Стариков — Стельнов, Вожаков — Гусаров; С. Макаров (1) — Тюменев (1) — Крутов (3), Светлов (1) — Семенов — Яшин, М. Васильев — Быков (2) — Хомутов, Балдерис — И. Гимаев — Дроздецкий, Варнаков, Ковин.          | |                                        |
| №673 08.04.85. | Мюнхен. СССР — ФРГ — 3:3 (2:1, 1:1, 0:1) | Товарищеский матч                      |
| СССР: Мыльников; Касатонов — Фетисов, Билялетдинов — Первухин, Стариков — Стельнов (1), Вожаков — Гусаров; Дроздецкий — Ковин — Варнаков (1), Светлов — Семенов (1) — Яшин, М. Васильев — Быков — Хомутов, Балдерис — И. Гимаев — Тюменев, Крутов.                           | |                                        |
| №674 17.04.85. | Прага. СССР — США — 11:1 (3:1, 5:0, 3:0) Судьи В. Шубрт (ЧССР), Л. Ванханен (Финляндия), Ч.Карлссон (Швеция). Голы: Быков (Гусаров, 4,бол.), Быков (Фетисов, Васильев, 10), Макаров (Фетисов, 13, бол.), Макаров (Крутов, 27), Макаров (29), Дроздецкий (Фетисов, 35)), Хомутов (Васильев, 39), Тюменев (Дроздецкий, 39), Варнаков (Тюменев, Касатонов, 48), Макаров (Касатонов, 54, мен.), Быков (Васильев, 59) — Фентол (Хайт, 9, бол.) | Чемпионат мира по хоккею с шайбой 1985 |
| СССР: Мышкин; Касатонов — Фетисов, Билялетдинов — Первухин, Стариков — Гусаров; С. Макаров (4) — Ларионов — Крутов, Светлов — И. Гимаев — Яшин, М. Васильев — Быков (3) — Хомутов (1), Дроздецкий (1) — Тюменев (1) — Варнаков (1).                                          | |                                        |
| №675 18.04.85. | Прага. СССР — Финляндия — 5:1 (2:0, 2:1, 1:0) | Чемпионат мира по хоккею с шайбой 1985 |
| СССР: Мышкин; Касатонов (1) — Фетисов (1), Билялетдинов — Первухин, Стариков — Гусаров; С. Макаров (1) — Ларионов — Крутов, Светлов — И. Гимаев (1) — Яшин, М. Васильев — Быков — Хомутов, Дроздецкий — Тюменев — Варнаков (1).                                              | |                                        |
| №676 20.04.85. | Прага. СССР — ГДР — 6:0 (2:0, 3:0, 1:0) | Чемпионат мира по хоккею с шайбой 1985 |
| СССР: Мышкин; Касатонов — Фетисов, Билялетдинов — Первухин, Стариков — Гусаров (1); С. Макаров (1) — Ларионов — Крутов, Светлов (1) — И. Гимаев, (1) — Яшин, М. Васильев (1) — Быков — Хомутов, Дроздецкий (1) — Тюменев — Варнаков.                                         | |                                        |
| №677 21.04.85. | Прага. СССР — ФРГ — 10:2 (7:0, 2:1, 1:1) | Чемпионат мира по хоккею с шайбой 1985 |
| СССР: Мышкин; Касатонов (1) — Фетисов, Билялетдинов — Первухин, Стариков — Гусаров; С. Макаров — Ларионов (1) — Крутов (1), Светлов — И. Гимаев (1) — Яшин (1), М. Васильев (1) — Быков — Хомутов (2), Дроздецкий (1) — Тюменев (1) — Варнаков.                              | |                                        |
| №678 23.04.85. | Прага. Судьи П. Юхала, Л. Ванханен (оба - Финляндия), Р. Клюге (ГДР). СССР — Швеция — 6:2 (1:1, 2:0, 8:1) Голы: Касатонов (Макаров, 1), Крутов (25, бол.), Макаров (Крутов, 32), Дроздецкий (47), Фетисов (Гимаев, 50, бол.) Фетисов (Гимаев, 53) - Нильссон, 9. Петерссон, 54 | Чемпионат мира по хоккею с шайбой 1985 |
| СССР: Мышкин; Касатонов (1) — Фетисов (2), Билялетдинов — Первухин, Стариков — Гусаров; С. Макаров (1) — Ларионов — Крутов (1), Светлов — И. Гимаев — Яшин, М. Васильев — Быков — Хомутов, Дроздецкий (1) — Тюменев — Варнаков.                                              | |                                        |
| №679 25.04.85. | Прага. СССР — Канада — 9:1 (4:0, 1:1, 4:0) | Чемпионат мира по хоккею с шайбой 1985 |
| СССР: Мышкин; И. Гимаев — Фетисов (1), Билялетдинов — Первухин, Стариков — Гусаров (1); С. Макаров — Ларионов (1) — Крутов, Светлов — Ковин — Яшин (1), Скворцов (1) — Быков (2) — Хомутов, Дроздецкий (1) — Тюменев — Варнаков (1).                                         | |                                        |
| №680 27.04.85. | Прага. СССР — ЧССР — 5:1 (0:1, 4:0, 1:0) | Чемпионат мира по хоккею с шайбой 1985 |
| СССР: Мышкин; Касатонов — Фетисов, Билялетдинов — Первухин, Стариков — Гусаров; С. Макаров (2) — Ларионов — Крутов, Скворцов — И. Гимаев — Светлов, М. Васильев — Быков (2) — Хомутов, Дроздецкий — Тюменев (1) — Варнаков.                                                  | |                                        |
| №681 29.04.85. | Прага. СССР — ЧССР — 1:2 (0:2, 0:0, 1:0) | Чемпионат мира по хоккею с шайбой 1985 |
| СССР: Мышкин; Касатонов — Фетисов, Билялетдинов — Первухин, Стариков — Гусаров; С. Макаров — Ларионов — Крутов, Скворцов — И. Гимаев — Светлов, М. Васильев — Быков — Хомутов (1), Дроздецкий — Тюменев — Варнаков.                                                          | |                                        |
| №682 01.05.85. | Прага. СССР — Канада — 1:3 (0:2, 0:1, 1:0) | Чемпионат мира по хоккею с шайбой 1985 |
| СССР: Мышкин; Касатонов — Фетисов, Стариков — Гусаров, Билялетдинов — Первухин; С. Макаров — Ларионов — Крутов (1), Скворцов — Быков — Хомутов, Дроздецкий — Тюменев — Варнаков, Светлов — Ковин — И. Гимаев.                                                                | |                                        |
| №683 03.05.85. | Прага. СССР — США — 10:3 (3:0, 4:0, 3:3) | Чемпионат мира по хоккею с шайбой 1985 |
| СССР: Мышкин (Мыльников, 41); Касатонов (2) — Фетисов (2), Стариков — Гусаров, Билялетдинов — Первухин; С. Макаров — Ларионов — Крутов, Скворцов (1) — Быков — Хомутов, Светлов (1) — И. Гимаев — Яшин, Дроздецкий — Тюменев (1) — Варнаков (3).                             | |                                        |
| №684 11.09.85. | Брно. СССР — ЧССР — 4:2 (0:1, 3:0, 1:1) | Товарищеский матч                      |
| СССР: Мыльников; Билялетдинов — Первухин, Касатонов — Фетисов (1), Гусаров — Стельнов, Стариков — Микульчик; Светлов — Семенов — Яшин, Болдин — Быков — Хомутов (1), Хмылев — Семак (1) — Варнаков, Зубрильчев — Тюменев (1) — Леонов.                                       | |                                        |
| №685 13.09.85. | Прага. СССР — ЧССР — 2:0 (0:0, 1:0, 1:0) | Товарищеский матч                      |
| СССР: Шундров; Касатонов — Фетисов, Билялетдинов — Микульчик, Стариков — И. Гимаев, Гусаров — Стельнов; Болдин — Быков (1) — Хомутов (1), Светлов — Семенов — Яшин, Зубрильчев — Тюменев — Варнаков, Торгаев — Семак — Хмылев.                                               | |                                        |
| №686 14.09.85. | Пардубице. СССР — ЧССР — 3:3 (3:0, 0:1, 0:2) | Товарищеский матч                      |
| СССР: Мыльников (Шундров, 31); Билялетдинов — Микульчик, Касатонов — Фетисов (1), Стариков — И. Гимаев, Гусаров — Стельнов; Светлов — Семенов — Яшин, Болдин — Быков — Хомутов (1), Зубрильчев — Тюменев (1) — Варнаков, Торгаев — Семак — Хмылев.                           | |                                        |
| №687 16.12.85. | Москва. СССР — Канада — 8:2 (5:1, 1:1, 2:0) | Приз газеты «Известия»                 |
| СССР; Мыльников; Гусаров (2) — Стельнов, Билялетдинов (1) — Первухин, Касатонов — Фетисов (1), Евдокимов — Микульчик; С. Макаров — Ларионов (1) — Крутов, Светлов — Семенов — Яшин (1), Герасимов (1) — Тюменев — Леонов, Агейкин (1) — Шепелев — Капустин.                  | |                                        |
| №688 17.12.85. | Москва. Судьи Б. Фредрикссон (Швеция), М. Галиновский, А. Павловский (оба - СССР). СССР — Финляндия — 4:1 (0:0, 2:0, 2:1) Голы: Фетисов (Герасимов, 22), Агейкин (29), Герасимов (Фетисов, Леонов, 44), Светлов (45) - Ялонен (Туоми, 58). | Приз газеты «Известия»                 |
| СССР: Мыльников; Гусаров — Стельнов, Билялетдинов — Первухин, Касатонов — Фетисов (1), Евдокимов — Микульчик; С. Макаров — Ларионов — Крутов, Светлов (1) — Семенов — Яшин, Герасимов (1) — Тюменев — Леонов, Агейкин (1) — Шепелев — Капустин.                              | |                                        |
| №689 19.12.85. | Москва. СССР — Швеция — 10:1 (5:0, 4:0, 1:1) | Приз газеты «Известия»                 |
| СССР: Мыльников (Белошейкин, 31); Гусаров — Стельнов, Билялетдинов (1) — Первухин, Касатонов (1) — Фетисов, Евдокимов — Микульчик; С. Макаров (1) — Ларионов (1) — Крутов (2), Светлов — Семенов — Яшин, Герасимов (2) — Тюменев — Леонов, Агейкин (2) — Шепелев — Капустин. | |                                        |
| №690 21.12.85. | Москва. СССР — ЧССР — 1:3 (0:0, 0;1, 1:2) | Приз газеты «Известия»                 |
| СССР: Мыльников; Гусаров — Стельнов, Касатонов — Первухин, Евдокимов — Микульчик, Фетисов; С. Макаров — Ларионов — Крутов (1), Светлов — Семенов — Яшин, Агейкин — Шепелев — Капустин, Герасимов — Тюменев — Леонов.                                                         | |                                        |

## 1986
| №691 09.02.86. | Стокгольм. СССР — Швеция — 2:1 (1:0, 1:0, 0:1)  | Товарищеский матч                      |
| СССР: Мыльников; Касатонов — Фетисов, Билялетдинов — Первухин, Гусаров — Стельнов, Стариков — Евдокимов; С. Макаров — Тюменев — Крутов, Светлов — Варнаков (1) — Яшин, Агейкин — Быков — Хомутов (1), Земченко — Семак — Леонов.                                         |                                                 |                                        |
| №692 10.02.86. | Карлскуга. СССР — Швеция — 7:4 (2:2, 2:1, 3:1)  | Товарищеский матч                      |
| СССР: Мышкин; Касатонов (1) — Фетисов, Билялетдинов (1) — Первухин, Гусаров — Стельнов, Стариков — Евдокимов; С. Макаров (1) — Тюменев — Крутов, Светлов (1) — Варнаков — Яшин, Леонов — Быков — Хомутов (1), Агейкин (1) — Семак — Каменский (1).                       |                                                 |                                        |
| №693 12.02.86. | Гётеборг. СССР — Швеция — 10:2 (3:1, 2:1, 5:0)  | Товарищеский матч                      |
| СССР: Мыльников; Касатонов — Фетисов (1), Билялетдинов — Первухин, Гусаров — Стельнов, Стариков — Евдокимов (1); С. Макаров — Тюменев — Крутов (2), Светлов — Варнаков (1) — Яшин (2), Леонов — Быков — Хмылев (1), Агейкин (1) — Семак (1) — Каменский.                 |                                                 |                                        |
| №694 29.03.86. | Дюссельдорф. СССР — ФРГ — 7:4 (2:1, 1:3, 4:0)   | Товарищеский матч                      |
| СССР: Мыльников; Касатонов — Фетисов, Гусаров — Стельнов, Билялетдинов — Первухин, Стариков — Татаринов; С. Макаров (1) — Варнаков (1) — Крутов (2), Герасимов — Быков (1) — Хомутов (1), Хмылев (1) — Семенов — Яшин, Агейкин — Тюменев — Каменский, Светлов.           |                                                 |                                        |
| №695 30.03.86. | Маннгейм. СССР — ФРГ — 9:0 (3:0, 1:0, 5:0)      | Товарищеский матч                      |
| СССР: Белошейкин; Касатонов — Фетисов, Стариков — Стельнов (1), Билялетдинов — Первухин, Гусаров — Татаринов (1); С. Макаров (1) — Варнаков — Крутов, Герасимов (1) — Быков — Хомутов (3), Хмылев — Семенов — Яшин (2), Агейкин — Тюменев — Каменский, Светлов.          |                                                 |                                        |
| №696 03.04.86. | Турку. СССР — Финляндия — 4:0 (2:0, 0:0, 2:0)   | Товарищеский матч                      |
| СССР: Белошейкин; Касатонов — Фетисов (1), Стариков — Стельнов, Билялетдинов — Первухин (1), Гусаров — Татаринов; С. Макаров — Варнаков — Крутов, Герасимов — Быков (1) — Хомутов, Светлов — Семенов — Яшин, Агейкин (1) — Константинов — Каменский, Хмылев, Тюменев.    |                                                 |                                        |
| №697 04.04.86. | Коувола. СССР — Финляндия — 8:2 (4:1, 3:0, 1:1) | Товарищеский матч                      |
| СССР: Мыльников; Касатонов — Фетисов, Стариков — Стельнов (1), Гусаров — Первухин, Билялетдинов — Татаринов; С. Макаров (3) — Тюменев — Крутов, Герасимов — Быков — Хомутов, Светлов — Варнаков — Яшин (2), Агейкин (1) — Константинов — Каменский (1), Семенов, Хмылев. |                                                 |                                        |
| №698 12.04.86. | Москва. СССР — Швеция — 4:2 (1:0, 11, 2:1)      | Чемпионат мира по хоккею с шайбой 1986 |
| СССР: Белошейкин; Касатонов (1) — Фетисов, Гусаров (1) — Первухин, Стариков — Стельнов; С. Макаров — Ларионов (1) — Крутов, Тюменев — Быков (1) — Хомутов, Светлов — Варнаков — Яшин, Агейкин — Константинов — Каменский.                                                |                                                 |                                        |
| №699 13.04.86. | Москва. СССР — Финляндия — 4:1 (2:0, 1:1, 1:0)  | Чемпионат мира по хоккею с шайбой 1986 |
| СССР: Белошейкин; Касатонов (1) — Фетисов, Билялетдинов — Гусаров, Стариков — Стельнов; С. Макаров (1) — Ларионов — Крутов (1), Тюменев — Быков — Хомутов, Светлов — Варнаков — Яшин, Агейкин (1) — Константинов — Каменский.                                            |                                                 |                                        |
| №700 15.04.86. | Москва. СССР — Польша — 7:2 (2:0, 3:0, 2:2)     | Чемпионат мира по хоккею с шайбой 1986 |
| СССР: Мыльников; Касатонов — Фетисов (1), Билялетдинов — Гусаров, Стариков — Стельнов; С. Макаров — Ларионов (1) — Крутов, Тюменев — Быков (1) — Хомутов, Светлов (1) — Варнаков (2) — Яшин (1), Агейкин — Константинов — Каменский.                                     |                                                 |                                        |
| №701 16.04.86. | Москва. СССР — ФРГ — 4:1 (1:0, 1:0, 2:1)        | Чемпионат мира по хоккею с шайбой 1986 |
| СССР: Мыльников; Касатонов — Фетисов (1), Билялетдинов — Гусаров, Стариков — Стельнов; С. Макаров — Ларионов — Крутов (1), Варнаков (1) — Быков — Хомутов, Светлов (1) — Тюменев — Яшин, Агейкин — Константинов — Каменский.                                             |                                                 |                                        |
| №702 18.04.86. | Москва. СССР — Канада — 4:0 (1:0, 0:0, 3:0)     | Чемпионат мира по хоккею с шайбой 1986 |
| СССР: Белошейкин; Касатонов — Фетисов, Стариков — Стельнов, Билялетдинов — Первухин; С. Макаров — Ларионов (1) — Крутов, Варнаков — Быков (2) — Хомутов, Светлов — Тюменев — Яшин, Хмылев — Константинов — Каменский (1).                                                |                                                 |                                        |
| №703 20.04.86. | Москва. СССР — ЧССР — 4:2 (1:0, 2:0, 1:2)       | Чемпионат мира по хоккею с шайбой 1986 |
| СССР: Белошейкин; Касатонов — Фетисов (1), Стариков — Стельнов, Гусаров — Первухин; С. Макаров — Ларионов (1) — Крутов (1), Хомутов — Быков — Варнаков, Светлов — Тюменев — Яшин, Хмылев — Константинов (1) — Каменский.                                                 |                                                 |                                        |
| №704 22.04.86. | Москва. СССР — США — 5:1 (0:1, 3:0, 2:0)        | Чемпионат мира по хоккею с шайбой 1986 |
| СССР: Мыльников; Касатонов (1) — Фетисов (1), Стариков — Стельнов, Билялетдинов — Гусаров; С. Макаров — Ларионов — Крутов, Хмылев (2) — Быков — Хомутов, Светлов — Яшин — Первухин (1), Агейкин, Константинов.                                                           |                                                 |                                        |
| №705 24.04.86. | Москва. СССР — Канада — 7:4 (4:2, 2:1, 1:1)     | Чемпионат мира по хоккею с шайбой 1986 |
| СССР: Белошейкин; Касатонов — Фетисов, Стариков — Стельнов, Билялетдинов — Гусаров; С. Макаров (3) — Ларионов (1) — Крутов (2), Хмылев — Быков — Хомутов, Светлов — Яшин — Первухин, Агейкин — Константинов — Каменский (1).                                             |                                                 |                                        |
| №706 26.04.86. | Москва. СССР — Финляндия — 8:0 (3:0, 3:0, 2:0)  | Чемпионат мира по хоккею с шайбой 1986 |
| СССР: Белошейкин; Касатонов — Фетисов (1), Стариков — Стельнов, Билялетдинов — Гусаров; С. Макаров — Ларионов (2) — Крутов (2), Хомутов — Быков (1) — Варнаков (1), Светлов (1) — Яшин — Первухин, Хмылев — Константинов — Каменский.                                    |                                                 |                                        |
| №707 28.04.86. | Москва. СССР — Швеция — 3:2 (0:0, 2:2, 1:0)     | Чемпионат мира по хоккею с шайбой 1986 |
| СССР: Белошейкин; Касатонов — Фетисов (1), Стариков — Стельнов, Билялетдинов — Гусаров; С. Макаров — Ларионов — Крутов, Хомутов — Быков (1) — Варнаков, Светлов — Яшин (1) — Первухин, Хмылев — Константинов — Каменский.                                                |                                                 |                                        |
| №708 29.10.86. | Прага. СССР — ЧССР — 2:1 (1:0, 1:1, 0:0)        | Товарищеский матч                      |
| СССР: Мыльников; Касатонов — Фетисов, Татаринов — Первухин, Гусаров — Фаткуллин, Стариков — Константинов; С. Макаров (1) — Быков — Крутов, Светлов — Семенов — Варнаков, Харин (1) — Немчинов — Хмылев, Зубрильчев — Семак — Леонов.                                     |                                                 |                                        |
| №709 30.10.86. | Брно. СССР — ЧССР — 3:2 (1:1, 1:1, 1:0)         | Товарищеский матч                      |
| СССР: Мыльников; Касатонов — Фетисов, Татаринов — Первухин, Гусаров — Фаткуллин, Стариков (1) — Константинов; С. Макаров — Быков — Крутов, Светлов — Семенов (1) — Леонов, Харин — Немчинов — Хмылев, Пряхин — Семак (1) — Давыдов, Варнаков, Хомутов.                   |                                                 |                                        |
| №710 01.11.86. | Острава. СССР — ЧССР — 2:3 (1:0, 0:2, 1:1)      | Товарищеский матч                      |
| СССР: Самойлов; Касатонов — Фетисов, Татаринов — Первухин, Гусаров — Фаткуллин, Стариков — Константинов; С. Макаров — Быков — Крутов (1), Хомутов — Семенов — Варнаков, Харин — Немчинов — Хмылев, Пряхин — Семак — Давыдов, Леонов (1).                                 |                                                 |                                        |
| №711 06.12.86. | Берн. СССР — Швейцария — 10:2 (4:0, 3:1, 3:1)   | Товарищеский матч                      |
| СССР: Белошейкин (Мыльников, 41); Касатонов — Фетисов (1), Стариков — Первухин (1), Тюриков — Фаткуллин; С. Макаров (2) — Ларионов (2) — Крутов, Светлов (1) — Семенов — Варнаков (2), Харин — Немчинов — Хмылев, Пряхин — Семак — Каменский, Хомутов (1).               |                                                 |                                        |
| №712 16.12.86. | Москва. СССР — Канада — 5:1 (2:0, 2:0, 1:1)     | Приз газеты «Известия»                 |
| СССР: Белошейкин; Касатонов — Фетисов, Татаринов (1) — Первухин, Стариков — Стельнов, Тюриков — Фаткуллин; С. Макаров — Ларионов (1) — Крутов, Светлов — Семенов (1) — Яшин, Хомутов (1) — Семак — Варнаков, Харин (1) — Немчинов — Хмылев.                              |                                                 |                                        |
| №713 17.12.86. | Москва. СССР — Финляндия — 2:3 (0:0, 2:2, 0:1)  | Приз газеты «Известия»                 |
| СССР: Мыльников; Касатонов — Фетисов, Татаринов — Первухин, Стариков — Стельнов, Тюриков — Фаткуллин; С. Макаров — Ларионов (1) — Крутов, Светлов — Семенов — Яшин, Хомутов, (1) — Семак — Варнаков, Харин — Немчинов — Хмылев.                                          |                                                 |                                        |
| №714 19.12.86. | Москва. СССР — Швеция — 6:0 (2:0, 3:0, 1:0)     | Приз газеты «Известия»                 |
| СССР: Белошейкин; Касатонов — Фетисов, Татаринов — Первухин (1), Стариков — Стельнов (1), Тюриков — Фаткуллин; С. Макаров (1) — Ларионов — Крутов, Светлов — Семенов Яшин, Хомутов (1) — Быков (1) Варнаков, Харин — Немчинов (1) — Хмылев, Пряхин.                      |                                                 |                                        |
| №715 21.12.86. | Москва. СССР — ЧССР — 1:0 (1:0, 0:0, 0:0)       | Приз газеты «Известия»                 |
| СССР: Белошейкин; Касатонов — Фетисов, Татаринов — Первухин, Стариков — Стельнов, Тюриков — Фаткуллин; С. Макаров (1) — Ларионов — Крутов, Светлов — Семенов — Яшин, Хомутов — Быков — Варнаков, Пряхин — Немчинов — Хмылев, Семак, Харин.                               |                                                 |                                        |
| №716 28.12.86. | Калгари. СССР = ЧССР — 4:0 (2:0, 1:0, 1:0)      | Кубок Калгари                          |
| СССР: Белошейкин; Касатонов — Фетисов (1), Татаринов — Первухин, Стариков — Стельнов, Гусаров; С. Макаров — Ларионов — Крутов, Светлов — Семенов — Каменский, Пряхин — Немчинов — Хмылев (1), Хомутов (1) — Быков — Варнаков (1), Семак.                                 |                                                 |                                        |
| №717 30.12.86. | Калгари. СССР — США — 10:1 (3:0, 5:1, 2:0)      | Кубок Калгари                          |
| СССР: Белошейкин (Мыльников, 41); Касатонов — Фетисов (1), Татаринов — Первухин, Стариков — Стельнов, Гусаров; С. Макаров (1) — Ларионов — Крутов (1), Светлов (1) — Семенов — Каменский (2), Пряхин (1) — Немчинов — Хмылев (2), Хомутов (1) — Быков — Варнаков, Семак. |                                                 |                                        |
| №718 31.12.86. | Калгари. СССР — Канада — 4:1 (1:0, 0:1, 3:0)    | Кубок Калгари                          |
| СССР: Белошейкин; Касатонов — Фетисов, Татаринов — Первухин, Стариков — Стельнов, Евдокимов — Гусаров; С. Макаров (1) — Ларионов (1) — Семак, Светлов — Семенов (1) — Каменский (1) — Харин — Быков — Хомутов, Пряхин — Немчинов — Хмылев.                               |                                                 |                                        |

## 1987
| №719 03.01.87. | Калгари. СССР — ЧССР — 2:3 (0:2, 0:1, 2:0) | Кубок Калгари                          |
| СССР: Белошейкин; Касатонов — Фетисов, Татаринов — Первухин, Стариков — Стельнов, Гусаров; С. Макаров — Ларионов — Крутов, Светлов (1) — Семенов — Каменский, Пряхин — Немчинов — Хмылев, Хомутов (1) — Быков — Варнаков.                                                                  | |                                        |
| №720 05.01.87. | Гамильтон. СССР — Канада — 9:3 (3:0, 3:2, 3:1) | Товарищеский матч                      |
| СССР: Белошейкин; Касатонов — Фетисов, Татаринов — Первухин (1), Стариков (1) — Стельнов, Гусаров; С. Макаров (1) — Ларионов — Крутов (1), Светлов (2) — Семенов (1) — Каменский (1), Хомутов — Быков — Варнаков, Хмылев (1) — Пряхин — Немчинов, Семак.                                   | |                                        |
| №721 07.01.87. | Оттава. СССР — Канада — 5:0 (2:0, 1:0, 2:0) | Товарищеский матч                      |
| СССР: Мыльников; Касатонов (1) — Фетисов, Татаринов — Первухин, Евдокимов — Гусаров, Стариков — Стельнов; С. Макаров (2) — Ларионов — Крутов, Светлов — Семенов — Каменский, Пряхин — Семак — Хмылев, Харин — Быков (2) — Хомутов.                                                         | |                                        |
| №722 11.02.87. 15398 зрителей. | Квебек-Сити. 15398 СССР — НХЛ — 3:4 (0:1, 1:1, 2:2) Судьи Н. Морозов (СССР), Д. Д‘Амико, Р. Финн (оба НХЛ) Голы: Касатонов (Макаров, 39), Быков (Хомутов, Стариков, 43), Семенов (Татаринов, Варнаков, 49 — Курри (Гретцки, Тикканен, 6), Андерсон (М. Лемье, 37), Дайнин (Хаверчук, Пулен, 48), Пулен (М. Лемье, Уилсон, 59).                 | Рандеву-87                             |
| СССР: Белошейкин; Касатонов (1) — Фетисов, Татаринов — Первухин, Стариков — Стельнов, Билялетдинов — Гусаров; С. Макаров — Ларионов — Крутов, Светлов — Семенов (1) Варнаков, Хомутов — Быков (1) Каменский, Пряхин — Семак Хмылев.                                                        | |                                        |
| №723 13.02.87. 15395 зрителей. | Квебек-Сити. Судьи Д. Ньюэлл, Р. Скапинелло, Р. Финн. (НХЛ). СССР — НХЛ — 5:3 (0:1, 3:0, 2:2) Голы: Каменский, (Хомутов. Быков. 24), Крутов (Фетисов. Ларионов. 36), Каменский (40), Крутов (Ларионов, 50), Хомутов (Каменский, 57) — Мессье (Курри, Гретцки, 4, бол.), Уилсон (Гретцки, Гуле, 48,. бол.), Бурк (М. Лемье, Гретцки, 60, бол.). | Рандеву-87                             |
| СССР: Белошейкин; Касатонов — Фетисов, Татаринов — Первухин, Стариков — Стельнов, Билялетдинов — Гусаров; С. Макаров — Ларионов — Крутов (2), Светлов — Семак — Лавров, Хомутов (1) — Быков — Каменский (2), Пряхин — Немчинов — Хмылев.                                                   | |                                        |
| №724 29.03.87. | Ювяскюля. СССР — Финляндия — 6:2 (1:0, 4:1, 1:1) | Товарищеский матч                      |
| СССР: Белошейкин; Касатонов — Фетисов (1), Стариков — Стельнов, Татаринов — Первухин, Билялетдинов (1) — Гусаров; С. Макаров — Ларионов — Крутов (1), Хомутов — Быков (1) — Каменский, Пряхин (1) — Семенов (1) — Хмылев, Кравец — Семак — Лавров, Светлов — Немчинов — М. Васильев.       | |                                        |
| №725 31.03.87. | Тампере. СССР — Финляндия — 7:1 (1:1, 1:0, 5:0) | Товарищеский матч                      |
| СССР: Мыльников; Касатонов (1) — Фетисов (1), Стариков — Стельнов, Татаринов (1) — Первухин, Билялетдинов — Гусаров; С. Макаров — Ларионов (1) — Крутов, Хомутов — Быков — Каменский (1), Пряхин (1) — Семенов — Хмылев, М. Васильев — Семак (1) — Лавров, Светлов — Немчинов — Кравец.    | |                                        |
| №726 06.04.87. | Норчепинг. СССР — Швеция — 4:4 (0:3, 2:1, 2:0) | Товарищеский матч                      |
| СССР: Белошейкин (Мыльников, 21); Касатонов — Фетисов, Стариков — Стельнов (1), Кравчук — Первухин, Билялетдинов — Гусаров; С. Макаров — Ларионов (1) — Крутов (1), Хомутов — Быков — Каменский, Пряхин — Семенов — Хмылев, М. Васильев (1) — Семак — Лавров, Светлов — Немчинов — Кравец. | |                                        |
| №727 07.04.87. | Стокгольм. СССР — Швеция — 1:2 (0:2, 0:0, 1:0) | Товарищеский матч                      |
| СССР: Мыльников; Касатонов — Фетисов, Стариков — Стельнов, Кравчук — Первухин, Билялетдинов — Гусаров; С. Макаров — Ларионов (1) — Крутов, Хомутов — Быков — Каменский, Светлов — Семенов — Хмылев, Пряхин — Семак — М. Васильев, Кравец — Немчинов — Лавров.                              | |                                        |
| №728 17.04.87. | Вена. СССР — Швейцария — 13:5 (6:1, 3:2, 4:2) | Чемпионат мира по хоккею с шайбой 1987 |
| СССР: Белошейкин; Касатонов — Фетисов, Стариков (1) — Стельнов, Билялетдинов — Гусаров (1); С. Макаров (1) — Ларионов — Крутов (3), Хомутов (2) — Быков (1) — Каменский (3), Светлов — Семенов — Варнаков, М. Васильев — Семак (1) — Хмылев.                                               | |                                        |
| №729 18.04.87. | Вена. СССР — ФРГ — 7:0 (0:0, 3:0, 4:0) | Чемпионат мира по хоккею с шайбой 1987 |
| СССР: Белошейкин; Касатонов — Фетисов, Стариков (1) — Стельнов, Билялетдинов — Гусаров; С. Макаров (1) — Ларионов (2) — Крутов, Хомутов — Быков (2) — Каменский, Светлов — Семенов — Варнаков, М. Васильев — Семак — Хмылев (1).                                                           | |                                        |
| №730 20.04.87. | Вена. СССР — США — 11:2 (5:1, 4:0, 2:1) | Чемпионат мира по хоккею с шайбой 1987 |
| СССР: Белошейкин; Касатонов (1) — Фетисов, Стариков — Стельнов, Гусаров — Первухин; С. Макаров — Ларионов — Крутов (2), Хомутов — Быков (1) — Каменский (1), Светлов (3) — Семенов (2) — Пряхин, М. Васильев (1) — Семак — Хмылев.                                                         | |                                        |
| №731 21.04.87. | Вена. СССР — ЧССР — 6:1 (0:0, 3:0, 3:1) | Чемпионат мира по хоккею с шайбой 1987 |
| СССР: Белошейкин; Касатонов (1) — Фетисов (2), Стариков (1) — Стельнов, Гусаров — Первухин; С. Макаров — Ларионов (1) — Крутов, Хомутов — Быков (1) — Каменский, Светлов — Семенов — Пряхин, М. Васильев — Семак — Хмылев.                                                                 | |                                        |
| №732 23.04.87. | Вена. СССР — Финляндия — 4:0 (0:0, 2:0, 2:0) | Чемпионат мира по хоккею с шайбой 1987 |
| СССР: Белошейкин; Касатонов (1) — Фетисов, Стариков — Стельнов, Гусаров — Первухин; С. Макаров — Ларионов (1) — Крутов (1), Хомутов — Быков — Каменский, Светлов (1) — Семенов — Пряхин, М. Васильев — Семак — Хмылев.                                                                     | |                                        |
| №733 24.04.87. | Вена. СССР — Канада — 3:2 (1:1, 1:1, 1:0) | Чемпионат мира по хоккею с шайбой 1987 |
| СССР: Белошейкин; Касатонов — Фетисов, Стариков — Стельнов, Билялетдинов — Гусаров; С. Макаров (1) — Ларионов — Крутов (1), Хомутов — Быков — Каменский (1), Светлов — Семенов — Пряхин, М. Васильев — Семак — Хмылев.                                                                     | |                                        |
| №734 26.04.87. | Вена. СССР — Швеция — 4:2 (1:1, 2:1, 1:0) | Чемпионат мира по хоккею с шайбой 1987 |
| СССР: Белошейкин; Касатонов — Фетисов, Гусаров — Первухин, Стариков (1) — Стельнов; С. Макаров (1) — Ларионов — Крутов (1), Светлов (1) — Семенов — Пряхин, М. Васильев — Быков — Каменский, Семак, Хмылев.                                                                                | |                                        |
| №735 29.04.87. | Вена. СССР — Канада — 0:0 | Чемпионат мира по хоккею с шайбой 1987 |
| СССР: Белошейкин; Касатонов — Фетисов, Стариков — Стельнов, Гусаров — Первухин; С. Макаров — Ларионов — Крутов Хомутов — Быков — Каменский, Светлов — Семенов Пряхин, М. Васильев — Семак — Хмылев.                                                                                        | |                                        |
| №736 01.05.87. | Вена. СССР — Швеция — 2:2 (1:1, 0:0, 1:1) | Чемпионат мира по хоккею с шайбой 1987 |
| СССР: Белошейкин; Касатонов — Фетисов, Стариков — Стельнов, Гусаров — Первухин; С. Макаров — Ларионов — Крутов (2), Хомутов — Быков — Каменский, Светлов — Семенов — Пряхин, М. Васильев — Семак — Хмылев.                                                                                 | |                                        |
| №737 03.05.87. | Вена. СССР — ЧССР — 2:1 (0:1, 0:0, 2:0) | Чемпионат мира по хоккею с шайбой 1987 |
| СССР: Белошейкин; Касатонов — Фетисов, Стариков — Стельнов (1), Гусаров — Первухин; С. Макаров — Ларионов — Крутов (1), Хомутов — Быков — Каменский, Светлов — Семенов — Пряхин, М. Васильев — Семак — Хмылев.                                                                             | |                                        |
| №738 07.08.87. | Стокгольм. СССР — Швеция — 5:2 (0:1, 2:1, 3:0) | Товарищеский матч                      |
| СССР: Белошейкин; Касатонов — Фетисов (1), Первухин — Федотов, Стариков — Стельнов, Кравчук — Гусаров; Макаров (2) — Ларионов — Крутов, Светлов — Семенов — Ломакин, Хомутов (1) — Быков (1) — Каменский, Пряхин — Немчинов — Хмылев, Щуренко.                                             | |                                        |
| №739 09.08.87. | Эребру. СССР — Швеция — 7:3 (2:2, 3:0, 2:1) | Товарищеский матч                      |
| СССР: Мыльников; Касатонов (1) — Фетисов, Первухин — Федотов, Стариков — Стельнов, Кравчук (1) — Гусаров; Макаров — Ларионов (1) — Крутов (1), Светлов — Семенов (1) — Ломакин (1), Кравец — Быков — Щуренко, Пряхин(1) — Семак — Хмылев, Хомутов, Каменский.                              | |                                        |
| №740 22.08.87. | Гамильтон. СССР — Канада — 9:4 (2:0, 2:1, 5:3) | Товарищеский матч                      |
| СССР: Белошейкин; Касатонов — Фетисов (1), Первухин — Федотов, Кравчук — Стельнов; Макаров — Ларионов (1) — Крутов, Светлов (2) — Семенов — Ломакин (1), Хомутов (1) — Быков — Каменский (1), Пряхин — Семак (1) — Хмылев (1).                                                             | |                                        |
| №741 25.08.87. | Калгари. СССР — Канада — 2:5 (1:1, 1:0, 0:4) | Товарищеский матч                      |
| СССР: Мыльников; Касатонов — Гусаров, Первухин — Федотов, Стариков — Стельнов; Кравец (1) — Ларионов — Крутов, Светлов — Семенов — Ломакин, Хомутов (1) — Семак — Каменский, Пряхин — Немчинов — Хмылев.                                                                                   | |                                        |
| №742 29.08.87. | Калгари. СССР — Швеция — 3:5 (1:3, 2:1, 0:1) | Кубок Канады 1987                      |
| СССР: Белошейкин; Касатонов — Фетисов, Кравчук — Стельнов, Гусаров — Первухин; Макаров — Ларионов — Крутов (1), Хомутов (1) — Быков — Каменский (1), Светлов — Семенов — Ломакин, Пряхин — Немчинов — Хмылев.                                                                              | |                                        |
| №743 31.08.87. | Реджайна. СССР — ЧССР — 4:0 (2:0, 1:0, 1:0) | Кубок Канады 1987                      |
| СССР: Мыльников; Касатонов — Фетисов, Первухин — Федотов, Кравчук — Стельнов (1); Макаров — Ларионов — Крутов (1), Светлов — Семенов (1) — Ломакин, Хомутов — Быков — Каменский, Пряхин — Семак (1) — Хмылев,                                                                              | |                                        |
| №744 02.09.87. | Галифакс. СССР — Финляндия — 7:4 (3:3, 3:0, 1:1) | Кубок Канады 1987                      |
| СССР: Мыльников; Касатонов — Фетисов, Кравчук — Стельнов, Первухин — Федотов; Макаров (3) — Ларионов — Крутов, Хомутов — Быков — Каменский (2), Светлов — Семенов — Ломакин (2), Пряхин — Семак — Хмылев.                                                                                  | |                                        |
| №745 04.09.87. | Хартфорд. СССР — США — 5:1 (2:0, 1:1, 2:0) | Кубок Канады 1987                      |
| СССР: Мыльников; Касатонов — Фетисов, Кравчук — Стельнов, Первухин — Федотов; Макаров (1) — Ларионов — Крутов (1), Хомутов — Быков — Каменский (1), Светлов (1) — Семенов (1) Ломакин, .Пряхин Семак — Хмылев.                                                                             | |                                        |
| №746 06.09.87. | Гамильтон. СССР — Канада — 3:3 (0:1, 3:1, 0:1) | Кубок Канады 1987                      |
| СССР: Белошейкин; Касатонов — Фетисов, Гусаров — Стельнов, Первухин — Федотов; Макаров — Ларионов — Крутов (1), Хомутов — Быков — Каменский, Светлов (2) — Семенов — Ломакин, Пряхин — Немчинов — Хмылев.                                                                                  | |                                        |
| №747 08.09.87. | Гамильтон. СССР — Швеция — 4:2 (1:0, 2:1, 1:1) | Кубок Канады 1987                      |
| СССР: Мыльников; Касатонов — Фетисов, Первухин — Федотов, Гусаров — Стельнов; Макаров (1) — Ларионов (1) — Крутов (1), Светлов — Семенов — Ломакин, Хомутов — Быков (1) — Каменский, Пряхин — Семак — Хмылев.                                                                              | |                                        |
| №748 11.09.87. | Монреаль. СССР — Канада — 6:5 (3:1, 1:1, 1:3, дол. время 1:0) | Кубок Канады 1987                      |
| СССР: Мыльников; Касатонов (1) — Фетисов, Гусаров — Стельнов, Первухин — Федотов; Макаров (1) — Ларионов — Крутов (1), Хомутов (1) — Быков — Каменский (1), Ломакин — Семенов — Семак (1), Пряхин — Немчинов — Хмылев.                                                                     | |                                        |
| №749 13.09.87. | Гамильтон. СССР — Канада — 5:6 (1:3, 2:1, 2:1, доп. время 0:0, 0:1) | Кубок Канады 1987                      |
| СССР: Белошейкин; Касатонов — Фетисов (1), Гусаров — Стельнов, Первухин — Федотов; Макаров — Ларионов — Крутов (1), Хомутов (1) — Быков (1) — Каменский (1), Ломакин — Семенов — Семак, Пряхин — Немчинов — Хмылев.                                                                        | |                                        |
| №750 15.09.87. | Гамильтон. СССР — Канада — 5:6 (4:2, 0:3, 1:1) | Кубок Канады 1987                      |
| СССР: Мыльников; Касатонов — Фетисов (1), Кравчук — Стельнов, Гусаров (1) — Федотов; Макаров (1) — Ларионов — Крутов, Хомутов (1) — Быков — Каменский, Ломакин — Семенов — Семак (1), Пряхин — Немчинов — Хмылев.                                                                          | |                                        |
| №751 29.10.87. | Прага. СССР — ЧССР — 4:2 (0:1, 2:0, 2:1) | Товарищеский матч                      |
| СССР: Самойлов; Чистяков — Федотов, Касатонов — Фетисов, Кравчук — Бякин, Татаринов — Микульчик; Светлов — Семенов (1) — Ломакин, Пряхин — Черных — Хмылев, Хомутов — Быков (1) — Каменский, Волгин (1) — Семак (1) — Яшин, Харин.                                                         | |                                        |
| №752 30.10.87. | Готвальдов. СССР — ЧССР — 3:3 (2:2, 1:0, 0:1) | Товарищеский матч                      |
| СССР: Самойлов; Чистяков — Федотов, Касатонов — Фетисов, Кравчук (1) — Бякин, Татаринов — Микульчик, Малыхин; Светлов — Семенов — Ломакин, Харин (1) — Болдин — Саломатин, Хомутов — Быков — Каменский, Волгин — Семак — Яшин (1).                                                         | |                                        |
| №753 01.11.87. | Острава. СССР — ЧССР — 2:2 (1:1, 1:1, 0:0) | Товарищеский матч                      |
| СССР: Самойлов; Чистяков — Федотов, Касатонов — Фетисов, Кравчук — Бякин, Татаринов — Микульчик, Малыхин; Светлов — Семенов — Ломакин, Пряхин — Черных (1) — Хмылев, Хомутов — Быков (1) — Каменский, Волгин — Семак — Яшин, Харин, Болдин.                                                | |                                        |
| №754 04.12.87. | Женева. СССР — Швейцария — 5:2 (1:1, 2:1, 2:0) | Товарищеский матч                      |
| СССР: Самойлов; Касатонов — Фетисов, Чистяков — Федотов, Кравчук (2) — Стельнов, Бякин — Константинов; Макаров — Ларионов — Крутов, Светлов — Семенов — Ломакин (1), Хомутов — Быков (1) — Каменский (1), Пряхин — Черных — Хмылев, Давыдов, Семак.                                        | |                                        |
| №755 05.12.87. | Берн. СССР — Швейцария — 8:2 (2:1, 4:1, 2:0) | Товарищеский матч                      |
| СССР: Белошейкин; Касатонов — Фетисов (1), Чистяков — Федотов, Кравчук (1) — Стельнов, Бякин — Константинов (1); Макаров — Ларионов — Крутов (1), Светлов — Семенов — Ломакин, Хомутов — Быков — Каменский (1), Яшин (1) — Семак — Давыдов (1), Хмылев (1), Черных.                        | |                                        |
| №756 16.12.87. | Москва. СССР — ФРГ — 10:1 (5:0, 2:0, 3:1) | Приз газеты «Известия»                 |
| СССР: Самойлов; Касатонов — Фетисов, Чистяков (1) — Константинов (1), Кравчук — Стельнов (1), Ширяев — Бякин; Макаров (2) — Ларионов — Крутов, Светлов (2) — Семак — Ломакин, Хомутов (1) — Быков (1) — Каменский, Пряхин — Черных (1) — Хмылев.                                           | |                                        |
| №757 17.12.87. | Москва. СССР — Финляндия — 3:3 (1:1, 2:2, 0:0) | Приз газеты «Известия»                 |
| СССР: Белошейкин (Самойлов, 41); Касатонов (1) — Фетисов, Чистяков — Константинов, Кравчук (1) — Стельнов, Ширяев — Бякин; Макаров — Ларионов — Крутов, Светлов — Семак — Ломакин, Хомутов — Быков — Каменский, Пряхин — Черных (1) — Хмылев.                                              | |                                        |
| №758 19.12.87. | Москва. СССР — Канада — 2:3 (1:0, 1:1, 0:2) | Приз газеты «Известия»                 |
| СССР: Самойлов; Касатонов — Фетисов, Чистяков — Константинов, Кравчук — Стельнов, Ширяев — Бякин; Макаров — Ларионов (1) — Крутов, Светлов (1) — Семак — Ломакин, Хомутов — Быков — Каменский, Хмылев — Черных — Давыдов.                                                                  | |                                        |
| №759 20.12.87. | Москва. СССР — ЧССР — 5:3 (0:1, 4:2, 1:0) | Приз газеты «Известия»                 |
| СССР: Белошейкин; Касатонов (1) — Фетисов, Чистяков — Константинов, Кравчук — Стельнов, Ширяев (1) — Бякин (1); Макаров — Ларионов — Крутов (2), Светлов — Семак — Ломакин, Хомутов — Быков — Каменский, Хмылев — Черных — Давыдов.                                                        | |                                        |
| №760 22.12.87. | Москва. СССР — Швеция — 4:1 (0:1, 1:0, 3:0) | Приз газеты «Известия»                 |
| СССР: Белошейкин; Касатонов — Фетисов, Чистяков — Константинов, Кравчук — Стельнов (1), Ширяев — Бякин (1); Макаров — Ларионов — Крутов, Светлов — Семак (1) — Ломакин, Хомутов — Быков — Каменский, Хмылев — Черных (1) — Давыдов.                                                        | |                                        |

## 1988
| №761 24.01.88. | Осло. СССР — Норвегия — 8:1 (3:1, 4:0, 1:0)      | Товарищеский матч      |
| СССР: Белошейкин; Касатонов (1) — Фетисов (1), Билялетдинов — Бякин (1), Стариков — Кравчук, Стельнов — Гусаров; Макаров — Ларионов (1) — Крутов, Светлов (1) — Семенов — Яшин (1), Хомутов (1) — Быков — Каменский, Могильный — Черных — Кожевников, Харин, Семак (1).       |                                                  |                        |
| №762 25.01.88. | Сарпсборг. СССР — Норвегия — 9:0 (3:0, 2:0, 4:0) | Товарищеский матч      |
| СССР: Мыльников; Касатонов — Фетисов (1), Билялетдинов — Гусаров, Стариков — Кравчук, Стельнов — Бякин (1); Макаров (1) — Ларионов — Крутов (1), Светлов — Семенов (1) — Яшин (1), Хомутов (2) — Быков — Каменский, Могильный (1) — Черных — Кожевников, Харин, Семак.        |                                                  |                        |
| №763 01.02.88. | Йоэнсу. СССР — Финляндия — 5:5 (1:1, 1:3, 3:1)   | Товарищеский матч      |
| СССР: Белошейкин (Мыльников, 41); Касатонов — Фетисов (1), Билялетдинов — Гусаров, Стариков — Кравчук, Стельнов — Бякин; Макаров (1) — Ларионов (1) — Крутов, Светлов — Семенов — Яшин, Хомутов — Быков (1) — Каменский, Могильный (1) — Черных — Кожевников, Ломакин, Семак. |                                                  |                        |
| №764 02.02.88. | Куопио. СССР — Финляндия — 4:1 (2:0, 1:0, 1:1)   | Товарищеский матч      |
| СССР: Белошейкин; Кравчук (2) — Фетисов, Билялетдинов — Гусаров, Стариков — Касатонов, Стельнов — Бякин; Макаров — Ларионов — Крутов, Светлов — Семенов (1) — Яшин, Хомутов — Быков — Каменский, Могильный — Черных (1) — Кожевников, Ломакин, Семак.                         |                                                  |                        |
| №765 10.02.88. | Саскатун. СССР — Канада — 2:3 (1:2, 11, 0:0)     | Товарищеский матч      |
| СССР: Мыльников; Касатонов — Фетисов, Кравчук — Стельнов, Стариков — Гусаров, Бякин; Макаров — Ларионов — Крутов, Хомутов — Быков (1) — Каменский, Светлов — Семенов — Яшин (1), Могильный — Черных — Кожевников, Ломакин.                                                    |                                                  |                        |
| №766 13.02.88. | Калгари. СССР — Норвегия — 5:0 (0:0, 3:0, 2:0)   | Олимпийские игры 1988  |
| СССР: Мыльников; Касатонов — Фетисов, Стариков — Гусаров (1), Бякин — Стельнов (1); Макаров — Ларионов — Крутов (1), Светлов — Семенов — Яшин, Хомутов (1) — Быков — Каменский, Могильный (1) — Черных — Ломакин.                                                             |                                                  |                        |
| №767 15.02.88. | Калгари. СССР — Австрия — 8:1 (3:1, 5:0, 0:0)    | Олимпийские игры 1988  |
| СССР: Мыльников; Касатонов — Фетисов, Стариков — Гусаров, Бякин — Стельнов; Макаров (1) — Ларионов — Крутов (2), Светлов — Семенов — Яшин (1), Хомутов (1) — Кожевников (1) — Каменский (1), Могильный — Черных (1) — Ломакин.                                                |                                                  |                        |
| №768 17.02.88. | Калгари. СССР — США — 7:5 (2:0, 4:2, 1:3)        | Олимпийские игры 1988  |
| СССР: Мыльников; Касатонов (2) — Фетисов (2), Бякин — Гусаров, Кравчук — Стельнов; Макаров (1) — Ларионов (1) — Крутов, Светлов — Семенов — Яшин, Хомутов — Быков — Каменский (1), Ломакин — Черных — Кожевников.                                                             |                                                  |                        |
| №769 19.02.88. | Калгари. СССР — ФРГ — 6:3 (2:1, 2:1, 2:1)        | Олимпийские игры 1988  |
| СССР: Мыльников; Касатонов — Фетисов (1), Стариков — Гусаров, Кравчук (1) — Стельнов; Макаров — Ларионов — Крутов, Светлов (2) — Семенов — Яшин, Хомутов — Быков — Каменский, Бякин (1) — Черных (1) — Ломакин.                                                               |                                                  |                        |
| №770 21.02.88. | Калгари. СССР — ЧССР — 6:1 (2:0, 3:0, 1:1)       | Олимпийские игры 1988  |
| СССР: Мыльников; Касатонов — Фетисов, Бякин — Гусаров, Кравчук — Стельнов; Макаров — Ларионов (1) — Крутов (2), Светлов — Семенов — Яшин, Хомутов — Быков (1) — Каменский (1), Могильный — Черных — Ломакин (1).                                                              |                                                  |                        |
| №771 24.02.88. | Калгари. СССР — Канада — 5:0 (0:0, 2:0, 3:0)     | Олимпийские игры 1988  |
| СССР: Мыльников; Касатонов — Фетисов, Бякин — Гусаров, Кравчук — Стельнов; Макаров (1) — Ларионов — Крутов (1), Светлов — Семенов — Яшин (1), Хомутов — Быков (1) — Каменский, Могильный (1) — Черных — Ломакин.                                                              |                                                  |                        |
| №772 26.02.88. | Калгари. СССР — Швеция — 7:1 (4:1, 1:0, 2:0)     | Олимпийские игры 1988  |
| СССР: Мыльников; Кравчук — Фетисов (1), Бякин — Гусаров, Стариков — Стельнов; Макаров — Ларионов (2) — Крутов, Светлов — Семенов (2) — Яшин (1), Хомутов — Быков — Каменский (1), Могильный — Черных — Ломакин.                                                               |                                                  |                        |
| №773 28.02.88. | Калгари. СССР — Финляндия — 1:2 (0:0, 0:1, 1:1)  | Олимпийские игры 1988  |
| СССР: Мыльников; Касатонов — Фетисов, Бякин — Гусаров, Стариков — Кравчук; Макаров — Ларионов — Крутов, Светлов — Семенов — Яшин, Хомутов — Быков — Каменский, Могильный (1) — Черных — Ломакин.                                                                              |                                                  |                        |
| №774 18.05.88. | Токио. СССР — Япония — 10:4 (2:0, 8:1, 0:3)      | Товарищеский матч      |
| СССР: Мыльников (Самойлов, 41); Касатонов — Фетисов, Бякин — Гусаров (1), Стариков — Кравчук (1), Стельнов; Макаров (2) — Ларионов — Крутов, Светлов (2) — Семенов (1) — Яшин, Хомутов (1) — Быков (1) — Каменский, Ломакин — Черных — Кожевников (1).                        |                                                  |                        |
| №775 20.05.88. | Токио. СССР — Япония — 13:2 (4:0, 5:1, 4:1)      | Товарищеский матч      |
| СССР: Самойлов; Касатонов — Фетисов, Бякин — Гусаров, Стариков — Кравчук, Стельнов (1); Макаров (4) — Ларионов — Крутов (1), Светлов — Семенов (2) — Яшин (2), Хомутов — Быков (1) — Каменский, Ломакин — Черных (2) — Кожевников.                                            |                                                  |                        |
| №776 30.10.88. | Прага. СССР — ЧССР — 3:5 (2:1, 1:3, 0:1)         | Товарищеский матч      |
| СССР: Мыльников, Малахов — Фетисов (1), Стельнов — Микульчик, Касатонов — Гусаров (1), Тюриков — Бякин; Макаров — Черных — Крутов, Ломакин — Семенов — Яшин, Хомутов — Быков — Каменский, Есмантович (1) — Немчинов — Хмылев, Востриков, Квартальнов.                         |                                                  |                        |
| №777 31.10.88. | Пардубице. СССР — ЧССР — 3:1 (1:1, 2:0, 0:0)     | Товарищеский матч      |
| СССР: Червяков; Малахов — Фетисов, Стельнов — Федотов, Касатонов — Гусаров (1), Тюриков — Бякин; Макаров — Черных — Крутов (2), Ломакин — Семенов — Яшин, Хомутов — Быков — Каменский, Есмантович — Немчинов — Хмылев, Востриков.                                             |                                                  |                        |
| №778 02.11.88. | Готвальдов. СССР — ЧССР — 1:4 (0:1, 0:1, 1:2)    | Товарищеский матч      |
| СССР: Червяков; Малахов — Фетисов, Стельнов (1) — Федотов, Касатонов — Гусаров, Тюриков — Бякин; Макаров — Черных — Крутов, Ломакин — Семенов — Яшин, Хомутов — Быков — Востриков, Есмантович — Немчинов — Хмылев, Квартальнов.                                               |                                                  |                        |
| №779 02.12.88. | Лугано. СССР — Швейцария — 4:1 (1:0, 2:0, 1:0)   | Товарищеский матч      |
| СССР: Мыльников; Касатонов — Гусаров, Фетисов (1) — Константинов, Ширяев — Стельнов, Ан. Смирнов; Хомутов — Быков (1) — Каменский (1), Ломакин — Семенов (1) — Яшин, Квартальнов — Черных — Востриков, Есмантович — Немчинов — Хмылев, Макаров.                               |                                                  |                        |
| №780 03.12.88. | Женева. СССР — Швейцария — 7:0 (1:0, 4:0, 2:0)   | Товарищеский матч      |
| СССР: Голошумов; Касатонов — Гусаров, Фетисов — Константинов, Ширяев — Стельнов, Ан. Смирнов; Хомутов — Быков — Каменский, Ломакин (2) — Семенов — Яшин (1), Квартальнов (1) — Черных (1) — Востриков, Макаров — Немчинов — Хмылев (2), Есмантович.                           |                                                  |                        |
| №781 16.12.88. | Москва. СССР — Канада — 7:1 (1:0, 3:0, 3:1)      | Приз газеты «Известия» |
| СССР: Мыльников; Фетисов (1) — Константинов, Касатонов (1) — Гусаров, Бякин — Кравчук, Кривохижа — Стельнов; Макаров — Масленников (2) — Крутов (1), Хомутов — Быков — Каменский, Есмантович — Немчинов (1) — Хмылев, Квартальнов — Черных (1) — Востриков.                   |                                                  |                        |
| №782 18.12.88. | Москва. СССР — Финляндия — 5:2 (2:0, 1:1, 2:1)   | Приз газеты «Известия» |
| СССР: Голошумов; Фетисов — Константинов, Касатонов — Гусаров, Бякин — Кравчук, Кривохижа — Стельнов; Макаров (2) — Масленников — Крутов (1), Хомутов — Быков — Каменский (1), Есмантович — Немчинов (1) — Хмылев, Яшин — Черных — Востриков, Семенов.                         |                                                  |                        |
| №783 20.12.88. | Москва. СССР — Швеция — 3:0 (1:0, 1:0, 1:0)      | Приз газеты «Известия» |
| СССР: Мыльников; Фетисов — Константинов, Касатонов — Гусаров, Бякин — Кравчук, Кривохижа — Стельнов; Макаров — Масленников — Крутов (2), Хомутов — Быков — Каменский, Есмантович — Немчинов — Хмылев, Яшин (1) — Черных — Востриков.                                          |                                                  |                        |
| №784 21.12.88. | Москва. СССР — ЧССР — 6:1 (0:1: 2:0, 4:0)        | Приз газеты «Известия» |
| СССР: Голошумов; Фетисов — Константинов (1), Касатонов — Гусаров, Бякин — Кравчук, Кривохижа — Стельнов; Макаров (1) — Масленников — Крутов, Хомутов (2) — Быков (1) — Каменский, Яшин — Немчинов — Хмылев (1), Семенов — Черных — Востриков.                                 |                                                  |                        |

## 1989
| №785 05.02.89. | Стокгольм. СССР — Швеция — 5:4 (0:3, 2:1, 3:0)        | Товарищеский матч                      |
| СССР: Ирбе; Касатонов — Гусаров, Ширяев — Стельнов, Селянин — Ан. Смирнов, Константинов; Макаров (1) — Ларионов (1) — Крутов (2), Хомутов — Быков — Каменский, Ковалев — Немчинов — Хмылев, Ломакин — Масленников (1) — Яшин.                                                         |                                                       |                                        |
| №786 07.02.89. | Гётеборг. СССР — Швеция — 4:3 (2:0, 1:3, 1:0)         | Товарищеский матч                      |
| СССР: Ирбе; Касатонов (1) — Гусаров, Кривохижа — Константинов, Селянин — Ан. Смирнов, Ширяев — Стельнов; Макаров — Ларионов — Крутов, Хомутов — Быков — Федоров (1), Немчинов — Черных — Хмылев (1), Ломакин — Масленников — Яшин, Ковалев (1).                                       |                                                       |                                        |
| №787 25.03.89. | Йоэнсу. СССР — Финляндия — 6:0 (2:0, 3:0, 1:0)        | Товарищеский матч                      |
| СССР: Мыльников; Гусаров — Зубов, Касатонов — Константинов, Бякин — Первухин, Селянин — Кривохижа, Хализов; Макаров (2) — Ларионов — Крутов, Хомутов — Быков (2) — Каменский, Ковалев (1) — Немчинов — Хмылев, Квартальнов — Черных (1) — Яшин, Федоров, Масленников.                 |                                                       |                                        |
| №788 26.03.89. | Хельсинки. СССР — Финляндия — 4:1 (3:0, 0:1, 1:0)     | Товарищеский матч                      |
| СССР: Мышкин; Гусаров — Зубов, Касатонов — Константинов, Бякин — Первухин, Селянин — Хализов; Макаров (1) — Ларионов — Крутов, Хомутов — Быков — Каменский (1), Ковалев — Немчинов — Хмылев, Квартальнов (2) — Черных — Яшин.                                                         |                                                       |                                        |
| №789 01.04.89. | Мюнхен. СССР — ФРГ — 5:4 (3:0, 1:0, 1:4)              | Товарищеский матч                      |
| СССР: Мыльников (Ирбе, 21); Фетисов — Зубов, Касатонов — Константинов, Селянин — Бякин, Гусаров — Хализов; Макаров — Ларионов — Крутов, Хомутов (1) — Быков (1) — Каменский (1), Квартальнов — Черных — Яшин, Могильный (1) — Федоров — Хмылев (1), Ковалев — Масленников — Немчинов. |                                                       |                                        |
| №790 02.04.89. | Кёльн. СССР — ФРГ — 5:2 (2:2, 3:0, 0:0)               | Товарищеский матч                      |
| СССР: Ирбе; Фетисов — Зубов, Касатонов — Константинов, Селянин — Бякин (1), Гусаров — Хализов; Макаров — Ларионов — Крутов (1), Хомутов — Быков (2) — Каменский (1), Квартальнов — Черных — Хмылев, Могильный — Федоров — Яшин.                                                       |                                                       |                                        |
| №791 15.04.89. | Стокгольм. СССР — США — 4:2 (2:2, 0:0, 2:0)           | Чемпионат мира по хоккею с шайбой 1989 |
| СССР: Мыльников; Ширяев — Фетисов, Касатонов — Константинов, Гусаров — Хализов; Макаров (1) — Ларионов — Крутов, Хомутов — Быков — Каменский, Могильный — Федоров (2) — Яшин, Квартальнов (1) — Черных — Немчинов.                                                                    |                                                       |                                        |
| №792 16.04.89. | Седертелье. СССР — ФРГ — 5:1 (1:0, 2:0, 2:1)          | Чемпионат мира по хоккею с шайбой 1989 |
| СССР: Мыльников; Ширяев (1) — Фетисов (1), Касатонов — Константинов, Гусаров — Бякин; Макаров (1) — Ларионов — Крутов, Хомутов — Быков (1) — Каменский (1), Могильный — Федоров — Яшин, Квартальнов — Черных — Немчинов.                                                              |                                                       |                                        |
| №793 18.04.89. | Седертелье. СССР — Финляндия — 4:1 (1:1, 0:0, 3:0)    | Чемпионат мира по хоккею с шайбой 1989 |
| СССР: Мыльников; Ширяев — Фетисов, Касатонов — Константинов (2), Гусаров — Бякин; Макаров — Ларионов — Крутов, Хомутов — Быков (2) — Каменский, Могильный — Федоров — Яшин, Квартальнов — Черных — Хмылев.                                                                            |                                                       |                                        |
| №794 19.04.89. | Стокгольм. СССР — Польша — 12:1 (5:0, 5:1, 2:0)       | Чемпионат мира по хоккею с шайбой 1989 |
| СССР: Ирбе; Ширяев — Фетисов, Касатонов (1) — Бякин, Гусаров (1) — Хализов; Макаров — Ларионов (1) — Крутов (2), Хомутов — Быков (1) — Каменский (1), Могильный — Федоров (2) — Яшин, Квартальнов (1) — Немчинов (1) — Хмылев (1).                                                    |                                                       |                                        |
| №795 21.04.89. | Стокгольм. СССР — ЧССР — 4:2 (1:1, 1:0, 2:1)          | Чемпионат мира по хоккею с шайбой 1989 |
| СССР: Мыльников; Ширяев — Фетисов (1), Касатонов — Константинов, Гусаров — Бякин; Макаров — Ларионов — Крутов, Хомутов (1) — Быков (1) — Каменский (1), Могильный — Федоров — Яшин, Квартальнов — Черных — Хмылев.                                                                    |                                                       |                                        |
| №796 22.04.89. | Стокгольм. СССР — Канада — 4:3 (2:1, 1:1, 1:1)        | Чемпионат мира по хоккею с шайбой 1989 |
| СССР: Ирбе; Ширяев — Фетисов, Касатонов — Константинов, Бякин — Хализов; Макаров (1) — Немчинов — Крутов (1), Хомутов (1) — Быков — Каменский (1), Могильный — Федоров — Яшин, Квартальнов — Черных — Хмылев.                                                                         |                                                       |                                        |
| №797 24.04.89. | Стокгольм. СССР — Швеция — 3:2 (0:0, 2:2, 1:0)        | Чемпионат мира по хоккею с шайбой 1989 |
| СССР: Мыльников; Ширяев (1) — Фетисов, Касатонов — Константинов, Гусаров — Бякин; Макаров (1) — Ларионов — Крутов, Хомутов (1) — Быков — Каменский, Могильный — Федоров — Яшин, Квартальнов — Черных — Хмылев.                                                                        |                                                       |                                        |
| №798 27.04.89. | Стокгольм. СССР — ЧССР — 1:0 (0:0, 0:0, 1:0)          | Чемпионат мира по хоккею с шайбой 1989 |
| СССР: Мыльников; Ширяев — Фетисов, Касатонов — Константинов, Гусаров — Бякин; Макаров — Ларионов — Крутов, Хомутов — Быков (1) — Каменский, Могильный — Федоров — Яшин, Квартальнов — Немчинов — Хмылев.                                                                              |                                                       |                                        |
| №799 29.04.89. | Стокгольм. СССР — Канада — 5:3 (3:1, 1:2, 1:0)        | Чемпионат мира по хоккею с шайбой 1989 |
| СССР: Мыльников; Ширяев — Фетисов, Касатонов — Константинов, Гусаров — Бяки н; Макаров — Ларионов (2) — Крутов (1), Хомутов — Быков — Каменский, Могильный — Федоров (1) — Яшин, Квартальнов — Немчинов (1) — Хмылев.                                                                 |                                                       |                                        |
| №800 01.05.89. | Стокгольм. СССР — Швеция — 5:1 (2:0, 1:1, 2:0)        | Чемпионат мира по хоккею с шайбой 1989 |
| СССР: Ирбе (Мышкин, 55); Ширяев — Фетисов, Касатонов (1) — Бякин, Гусаров (1) — Хализов; Макаров (1) — Черных — Крутов, Хомутов — Быков — Каменский, Могильный — Федоров (1) — Яшин, Квартальнов (1) — Немчинов — Хмылев.                                                             |                                                       |                                        |
| №801 24.05.89. | Токио. СССР — ЧССР — 3:3 (2:1, 1:0: 0:2)              | Кубок Японии                           |
| СССР: Ирбе; Касатонов (1) — Зубов, Гусаров — Селянин, Малахов — Стельнов, Хализов; Хомутов — Быков — Каменский, Квартальнов — Немчинов (1) — Хмылев, Буре — Федоров — Константинов, Ковалев (1) — Масленников — Бякин.                                                                |                                                       |                                        |
| №802 25.05.89. | Токио. СССР — Япония — 10:1 (5:0, 4:0, 1:1)           | Кубок Японии                           |
| СССР: Мышкин; Касатонов — Зубов, Гусаров — Селянин, Малахов — Стельнов, Хомутов (2) — Быков (1) — Каменский (1), Квартальнов — Немчинов (1) — Хмылев, Буре — Федоров (2) — Константинов, Ковалев (1) — Масленников (1) — Бякин (1).                                                   |                                                       |                                        |
| №803 27.05.89. | Токио. СССР — ЧССР — 2:2 (0:1, 1:1, 1:0)              | Кубок Японии                           |
| СССР: Ирбе; Касатонов — Зубов, Гусаров — Селянин, Малахов — Стельнов, Кривохижа; Хомутов — Быков — Каменский (1), Квартальнов — Немчинов — Хмылев, Буре — Федоров — Константинов, Ковалев, — Масленников — Бякин (1).                                                                 |                                                       |                                        |
| №804 28.05.89. | Токио СССР — Япония — 10:6 (4:0, 2:4, 4:2)            | Кубок Японии                           |
| СССР: Мышкин; Касатонов — Зубов, Гусаров — Селянин, Малахов (1) — Стельнов (1), Кривохижа; Хомутов — Быков (1) — Каменский (1), Квартальнов — Немчинов (2) — Хмылев (1), Буре (1) — Федоров — Константинов, Ковалев (1) — Масленников (1) — Бякин.                                    |                                                       |                                        |
| №805 30.10.89. | Острава. СССР — Чехословакия — 5:2(1: 1, 2:1, 2:0)    | Товарищеский матч                      |
| СССР: Ирбе; Кривохижа — Константинов, Малахов — Гусаров, Ширяев — Стельнов, Ал. Смирнов — Тюриков, Федотов; Ан. Ковалев (1) — Семенов (1) — Ломакин, Зелепукин (1) — Федоров (1) — Бякин, Степанищев — Немчинов — Христич, Титов — Шипицын — Чистяков (1).                            |                                                       |                                        |
| №806 31.10.89. | Готвальдов. СССР — Чехословакия — 1:3 (0:0, 1:1, 0:2) | Товарищеский матч                      |
| СССР: Ирбе; Кривохижа — Константинов, Малахов — Гусаров, Ширяев — Стельнов, Ал. Смирнов — Тюриков; Ан. Ковалев — Семенов — Ломакин, Зелепукин — Федоров (1) — Бякин, Степанищев — Немчинов — Христич, Титов — Шипицын — Чистяков.                                                     |                                                       |                                        |
| №807 02.11.89. | Прага. СССР — Чехословакия — 2:1(0:1, 1:0, 1:0)       | Товарищеский матч                      |
| СССР: Ирбе; Кривохижа — Константинов, Малахов — Гусаров, Ширяев — Стельнов, Ал. Смирнов — Тюриков; Ан. Ковалев — Семенов — Ломакин, Зелепукин — Федоров — Каменский (1), Степанищев — Немчинов — Бякин (1), Титов — Шипицын — Чистяков.                                               |                                                       |                                        |
| №808 07.12.89. | Цуг. СССР — Швейцария — 6:0 (3:0, 2:0, 1:0)           | Товарищеский матч                      |
| СССР: Ирбе; Гусаров — Константинов, Кривохижа — Бякин, Малахов — Кравчук, Ширяев — Тюриков; Хомутов (1) — Быков — Каменский (1), Ан. Ковалев (1) — Семенов — Ломакин, Торгаев (1) — Федоров — Чистяков (2), Масленников — Немчинов — Хмылев, Христич, Шипицын.                        |                                                       |                                        |
| №809 09.12.89. | Биль. СССР — Швейцария — 7:3 (2;0, 4:0, 1:2)          | Товарищеский матч                      |
| СССР: Ирбе; Гусаров — Константинов, Кривохижа — Стельнов, Малахов (1) — Кравчук, Ширяев — Тюриков: Хомутов — Быков — Каменский (1), Ан. Ковалев — Семенов — Ломакин (2), Торгаев — Федоров — Чистяков, Степанищев — Шипицын (1) — Христич (1), Масленников (1), Немчинов.             |                                                       |                                        |
| №810 16.12.89 | Москва. СССР — ФРГ — 6:1 (3:0, 0:0, 3:1)              | Приз газеты «Известия»                 |
| СССР: Ирбе; Гусаров — Константинов, Малахов — Кравчук, Бякин — Тюриков (1), Ширяев — Стельнов; Хомутов — Быков — Каменский (2), Торгаев — Федоров — Чистяков (1), Масленников (1) — Шипицын — Ткачук, Степанищев (1) — Немчинов — Христич.                                            |                                                       |                                        |
| №811 17.12.89. | Москва. СССР — Финляндия −5:2 (3:0, 2:1, 0:1)         | Приз газеты «Известия»                 |
| СССР: Ирбе; Бякин — Константинов (1), Малахов (1) — Кравчук, Ширяев — Стельнов, Тюриков; Хомутов — Быков — Каменский, Торгаев — Федоров — Чистяков, Масленников (1) — Шипицын — Ткачук (1), Степанищев — Семенов (1) — Ломакин, Немчинов.                                             |                                                       |                                        |
| №812 19.12.89. | Москва. СССР — Швеция — 6:1 (4:1, 0:0, 2:0)           | Приз газеты «Известия»                 |
| СССР: Ирбе; Гусаров — Константинов, Малахов — Кравчук, Бякин — Тюриков, Ширяев — Стельнов; Хомутов (1) — Быков — Каменский (2), Торгаев — Федоров (1) — Чистяков, Масленников (1) — Шипицын — Ткачук, Степанищев — Немчинов — Христич, Семенов, Ломакин.                              |                                                       |                                        |
| №813 20.12.89. | Москва. СССР — Чехословакия — 3:4 (1:1, 2:2, 0:1)     | Приз газеты «Известия»                 |
| СССР: Ирбе; Бякин — Константинов, Малахов — Кравчук, Ширяев — Тюриков, Стельнов: Хомутов (1) — Быков — Каменский. Торгаев — Федоров — Чистяков (1), Масленников — Шипицын — Ткачук (1), Степанищев — Немчинов — Христич, Ломакин.                                                     |                                                       |                                        |
| №814 22.12.89. | Москва. СССР — Канада — 8:0 (1:0, 2:0, 5:0)           | Приз газеты «Известия»                 |
| СССР: Ирбе; Бякин — Константинов, Малахов — Кравчук (1), Тюриков — Стельнов, Ширяев; Хомутов (1) — Быков (1) — Каменский (1), Торгаев (1) — Федоров — Чистяков (1), Масленников — Шипицын — Ткачук (1), Степанищев — Немчинов — Христич (1), Ломакин.                                 |                                                       |                                        |

| Матчи сборной СССР за предыдущие годы (1980—1984) | Матчи сборной СССР по хоккею, сыгранные в 1985—1989 гг. | Матчи сборной СССР за последующие годы (1990—1991) |